# Lijst van terrae op Venus
Dit is een lijst van terrae, of grote landmassa's, op Venus. In overeenstemming met de regels van de planetaire nomenclatuur van de Internationale Astronomische Unie (IAU), zijn ze vernoemd naar godinnen van de liefde.
Er zijn slechts drie benoemde terrae op Venus: 
- Aphrodite Terra, vernoemd naar de Griekse liefdesgodin Aphrodite, de tegenhanger van Venus in de Romeinse mythologie. Het ligt op het zuidelijk halfrond, net onder de evenaar.
- Ishtar Terra, vernoemd naar een Babylonische liefdesgodin Ishtar. Het is gelegen op het noordelijk halfrond. Een van de opvallende kenmerken is het hoogste punt op Venus, de Maxwell Montes.
- Lada Terra, vernoemd naar de Slavische godin van de liefde Lada. Het is gelegen in het grotendeels onbekende zuidelijke poolgebied.